# Ichijō Nobutatsu
Ichijō Nobutatsu est un nom japonais traditionnel ; le nom de famille (ou le nom d'école), Ichijō, précède donc le prénom (ou le nom d'artiste).
Ichijō Nobutatsu (一条 信龙, Ichijō Nobutatsu, né en 1539 et mort le 2 avril 1582) était un jeune frère de Takeda Shingen (bien qu'il n'avait pas la même mère que ses frères aînés) et l'un de ses célèbres 24 généraux.

## Biographie
Il possédait le château d'Ueno et a participé à un certain nombre de batailles de son demi-frère Shingen, y compris Mikata-Ga-Hara. Il prend également part à la bataille de Nagashino sous les ordres de son neveu Katsuyori. En 1582, au cours de l'invasion du domaine Takeda, lui et son fils Nobunari sont capturés et mis à mort au bord de la rivière Fuji par les Tokugawa.